# (694) Ekard
(694) Ekard es un asteroide que forma parte del cinturón de asteroides y fue descubierto por Joel Hastings Metcalf en 1909.

## Descubrimiento y denominación
Ekard fue descubierto por Joel Metcalf el 7 de noviembre de 1909 desde el observatorio de Taunton, Estados Unidos, e independientemente dos noches después por Joseph Helffrich desde el observatorio de Heidelberg-Königstuhl, Alemania. Se designó inicialmente como 1909 JA y, posteriormente, recibió el nombre de la universidad de Drake deletreado al revés.

## Características orbitales
Ekard está situado a una distancia media del Sol de 2,67 ua, pudiendo alejarse hasta 3,536 ua. Su inclinación orbital es 15,84° y la excentricidad 0,3241. Emplea 1594 días en completar una órbita alrededor del Sol.

## Características físicas
La magnitud absoluta de Ekard es 9,17. Tiene un diámetro de 90,78 km y un periodo de rotación de 5,925 horas. Su albedo se estima en 0,046.